# Limnia inopa
Limnia inopa är en tvåvingeart som först beskrevs av Adams 1904.  Limnia inopa ingår i släktet Limnia och familjen kärrflugor. Inga underarter finns listade i Catalogue of Life.